# (37440) 2612 P-L
2612 P-L (asteroide 37440) é um asteroide da cintura principal. Possui uma excentricidade de 0.25245990 e uma inclinação de 2.43050º.
Este asteroide foi descoberto no dia 24 de setembro de 1960 por Cornelis Johannes van Houten e Ingrid van Houten-Groeneveld e Tom Gehrels em Palomar.